# فريدريك برجلاند
فريدريك برجلاند (بالسويدية: Fredrik Berglund) مواليد 21 مارس 1979 في بوروس، هو لاعب كرة قدم سويدي سابق كان يلعب كلاعب وسط.

## مرحلة الشباب

### أندية لعب لها
- نادي إلفسبورغ

## المسيرة الاحترافية

### أندية لعب لها
- نادي إلفسبورغ
- رودا ياي سي
- نادي إيسبيرغ
- نادي كوبنهاغن

## روابط خارجية
- فريدريك برجلاند على موقع قاعدة بيانات كرة القدم.إي يو (الإنجليزية)
- فريدريك برجلاند على موقع ناشيونال فوتبول تيمز (الإنجليزية)
- فريدريك برجلاند على موقع Soccerway.com (الإنجليزية)
- فريدريك برجلاند على موقع عالم كرة القدم.نت (الإنجليزية)